# Affinity Photo
Affinity Photo is propriëtaire grafische software voor het bewerken van rasterafbeeldingen, uitgebracht op 9 juli 2015 door het Britse softwarebedrijf Serif Europe. Het is beschikbaar voor Apple macOS, iOS en Microsoft Windows.
De functionaliteit en gebruikersinterface zijn erg vergelijkbaar met die van het bekendere Photoshop van Adobe. De softwarelicentie is niet op basis van een maandelijks abonnement, maar op basis van een eenmalige aankoop. Affinity Photo is compatibel met gebruikelijke bestandsformaten, waaronder .psd, het bestandsformaat dat gebruikt wordt door Adobe Photoshop. Ook biedt de software de mogelijkheid tot het bewerken van afbeeldingen in RAW-formaat. Standaard worden afbeeldingen opgeslagen in .afphoto bestanden.

## Versieoverzicht

### Versie 1.7
Versie 1.7 werd uitgebracht op 5 juni 2019. De MacOS versie van de software werd voorzien van end-to-end Metal compute acceleratie om de volledige kracht van de grafische processor te kunnen benutten. Aanvullend ondersteunt de software nu ook de nieuwste HDR / EDR schermen waardoor details in afbeeldingen nog beter kunnen worden weergegeven. iPad gebruikers van de software kregen een vernieuwde, compactere gebruikersinterface.
Een aantal updates werden uitgebracht:
- Versie 1.7.1 werd uitgebracht op 17 juni 2019.[3]
- Versie 1.7.2 werd uitgebracht op 16 augustus 2019.[4]
- Versie 1.7.3 werd uitgebracht op 30 september 2019.[5]

### Versie 1.8
Versie 1.8 werd uitgebracht op 26 februari 2020. De vijf belangrijke vernieuwingen zijn:
- PDF Smart Object import
- Manuele lens correcties
- Verbeterde ondersteuning voor plugins
- Verbeterde RAW verwerking voor batch processen
- Zachte randen in de selection brush tool

Een aantal updates werden uitgebracht:
- Versie 1.8.2 werd uitgebracht op 17 maart 2020.[7]
- Versie 1.8.3 werd uitgebracht op 3 april 2020.[8]
- Versie 1.8.4 werd uitgebracht op 3 augustus 2020.
- Versie 1.8.5 werd uitgebracht op 24 augustus 2020.[9]
- Versie 1.8.6 (enkel voor MacOS) werd uitgebracht op 12 november 2020.[10]

### Versie 1.9
Versie 1.9 werd uitgebracht op 4 februari 2021 als een gratis update voor bestaande gebruikers. De vijf belangrijkste vernieuwingen zijn:
- Dupliceren van gekoppelde lagen
- Stapelen van astrofotografische beelden
- Hardware acceleratie voor Windows
- Patroonlagen
- Voorinstellingen voor de studio interface

Een aantal updates werden uitgebracht:
- Versie 1.9.1 werd uitgebracht op 25 februari 2021.[12]
- Versie 1.9.2 werd uitgebracht op 30 maart 2021.[13]

### Versie 1.10
Versie 1.10 werd uitgebracht op 28 juli 2021 en bracht een aantal uitgebreidde prestatieverbeteringen
Een aantal updates werden uitgebracht:
- Versie 1.10.1 werd uitgebracht op 24 augustus 2021.[16]
- Versie 1.10.2 werd uitgebracht op 15 oktober 2021. De versie is enkel beschikbaar voor iPad.[17]
- Versie 1.10.4 (vervangt 1.10.3) werd uitgebracht op 25 oktober 2021[18].
- Versie 1.10.5 werd uitgebracht op 8 maart 2022.[19]

### Versie 2
Eind 2022 verscheen versie 2.